# Bråhultesjön
Bråhultesjön är en sjö i Oskarshamns kommun i Småland och ingår i Viråns huvudavrinningsområde. Sjön är 15 meter djup, har en yta på 0,203 kvadratkilometer och är belägen 79,2 meter över havet.

## Delavrinningsområde
Bråhultesjön ingår i det delavrinningsområde (635971-152001) som SMHI kallar för Mynnar i Storbrå. Medelhöjden är 106 meter över havet och ytan är 21,06 kvadratkilometer. Det finns inga avrinningsområden uppströms utan avrinningsområdet är högsta punkten. Vattendraget som avvattnar avrinningsområdet har biflödesordning 3, vilket innebär att vattnet flödar genom totalt 3 vattendrag innan det når havet efter 35 kilometer. Avrinningsområdet består mestadels av skog (71 procent) och jordbruk (22 procent). Avrinningsområdet har 0,2 kvadratkilometer vattenytor vilket ger det en sjöprocent på 1 procent.